# Nanoimprint
Nanoimprint er en metode indenfor nanoteknologi, hvorpå man mekanisk foretager en deformering af materiale, således at dette danner et mønster. Materialet, der deformeres er oftest en monomer- eller polymerstruktur.
Begrebet "nanoimprint" (eller "nanoimprint lithography") er benyttet første gang i litteraturen i 1996, da professor Stephen Chou og dennes studerende udgav en artikel i Science, selvom teknologien var blevetbenyttet under andre nanve nogle år forinden